# 이근웅
이근웅(1948년 7월 5일 ~)은 서울고등법원장 등을 역임한 법조인이다. 종교는
가톨릭이다.

## 생애
1948년 7월 5일에 태어난 이근웅은 1969년 제10회 사법시험 합격하고 1971년부터 3년동안 공군 복무관으로 병역을 마친 1974년에 부산지방법원 판사에 임용되었다.
이후 1985년까지 부산지방법원(1974년~1977년) 부산지방법원 진주지원(1977년~1979년) 서울지방법원 의정부지원(1979년~1980년) 서울지방법원 동부지원(1980년~1982년) 서울고등법원(1982년~1985년) 판사를 지냈으며 부장판사로 승진하여 1985년부터 춘천지방법원(1985년~1987년) 인천지방법원(1987년~1989년) 서울지방법원 남부지원(1989년~1991년) 서울형사지방법원(1991년~1992년) 부산고등법원(1993년~1994년) 서울고등법원(1996년~1999년) 서울지방법원(1999년~2000년)에서 부장판사에 임명되어 재판장을 하였다. 재판장을 하는 도중인  서울지방법원 의정부지원장(1992년~1993년)과 사법연수원 수석교수(1994년~1996년)를 하기도 했다.
2000년에 법원장으로 승진하여 춘천지방법원(2000년~2001년) 대전지방법원(2001년~2002년) 서울행정법원(2002년~2003년) 대전고등법원(2003년~2004년) 사법연수원(2004년~2005년)에서 법원장을 하다가 2005년에 법관에서 물러나 법무법인 세중에서 파트너 변호사를 하였다.

## 주요 판결
인천지방법원 형사합의ㅣ부 재판장으로 재직하던 1987년 12월 22일에 대우자동차 노사분규 관련하여 폭력행위 등 처벌에 관한 법률 등을 적용하여 피고인 7명에 대해 징역1년6월 1명에게 징역1년을 각각 선고하면서 그외 1명에게 징역1년 집행유예2년을 선고했다.
인천지방법원 형사합의2부 재판장으로 재직하던 1988년 7월 23일에 권인숙에 대한 성 고문을 했던 문귀동에 대해 가혹행위, 준강제추행을 적용하여 징역5년 자격정지3년을 선고했다. 12월 16일에는 5·3 인천 사태와 관련하여 민중불교연합 의장을 지낸 여익구에게 징역1년 집행유예2년을, 운수회사 노조 조합장 금품수수설 기사에 의하여 출판물에 의한 명예훼손으로 구속된 인천,부천지역 운수노보 기자도 징역8월 집행유예1년을 선고했다.
서울지방법원 남부지원 형사합의부 재판장으로 재직하던 1990년 6월 8일에 비디오가게에 들어가 주인 모녀를 칼로 찌르고 죽이게 하여 구속된 진모군(19세)에게 증거불충분과 고문 가능성을 이유로 무죄를 선고했다.
서울형사지방법원 합의21부 재판장으로 재직하던 1991년 10월 1일에 김태촌에게 범죄단체 조직죄를 적용해 사형을 선고했다. 11월 7일에 대마초를 상습적으로 피워 구속기소된 전인권에 대해 징역1년6월, 같은 혐의로 기소된 권인하와 듀엣 해바라기 멤버 이광준에게 징역1년 집행유예2년을 선고했다. 1992년 1월 7일에 대학생 2명을 방북하게 했던 전대협 의장 김종식에 대해 국가보안법위반죄를 적용해 징역6년 자격정지6년을 선고했다. 1992년 1월 28일에 반제 반파쇼 민중민주주의 혁명그룹 사건으로구속된 이창우에게 국가보안법상 이적단체 구성 등을 적용하여 징역3년 자격정지3년을, 이근화 등 3명에게 징역2년~1년6월을 선고했다.
서울형사지방법원 항소1부 재판장으로 재직하던 1992년 6월 13일에 마취약을 과도 투약해 환자를 식물인간 상태로 이르게 하여 업무상 과실 치상으로 불구속기소돼 1심에서 금고 8월 집행유예2년을 선고받은 연세대학교 부속 세브란스병원 마치과 의사 윤덕미(40세)와 레지던트 정대호(29세)에 대해 "의사로서 모든 조치를 취한 사실이 인정된다"며 무죄를 선고했다.
부산고등법원 제3민사부 재판장으로 재직하던 1994년 3월 5일에 양산 대우정밀 전 노조위원장이 회사를 상대로 해고무효확인 청구소송 항소심 선고에서 "취업규칙에 의해 유죄판결 확정에 따른 당연 퇴직이라고 해도 유죄판결 확정으로 근로계약관계가 자동 소멸된다고 할 수 없고 단체협약이나 취업규칙, 근로기준법 등에 정한 해고 요건과 절차를 지킨 회사 쪽의 정식 퇴직 처분이 반드시 있어야 한다"면서 "해고 처분은 무효이며 구속됐다가 석방된 1992년 2월 15일부터 복직할 때까지 월 87만6천원~91만1천원의 임금을 지급하라"고 했다.
서울고등법원 특별7부 재판장으로 재직하던 1998년 12월 4일에 현대자동차 등 34개사가 낸 "공정거래위원회의 과징금 부과처분과 위법행위에 대한 신문공표 명령처분에 대해 집행정지해달라"는 신청사건에서 "과징금 액수가 너무 많아 과징금을 납부하면 기업 경영에 어려움이 예상된다"며 인용 결정했다.
서울지방법원 형사합의30부 재판장으로 재직하던 1999년 5월 17일에 한보그룹에서 1천만원의 뇌물을 받은 혐의로 불구속 기소된 노승우 의원에 대해 5년이상의 징역에 처하여야 하는 특가법 뇌물죄를 적용해 징역2년6월 집행유예3년 추징금 1천만원을 선고했다. 7월 6일에 의약품 인,허가를 잘 봐달라는 청탁과 함께 제약업체로부터 1억8천여만원을 받은 혐의로 구속된 박종세 전 식품의약품안전청장에 대해 "제약업체로부터 돈을 받을 당시의 신분을 공무원으로 볼 수 없고 연구 용역비로 돈을 받은 사실이 인정된다"며 무죄를 선고했다. 7월 27일에  1억6500만 달러(1964억원)를 외국으로 빼돌리고 대한생명 자금을 계열사에 불법대출한 혐의 등으로 구속된 최순영 신동아그룹 회장에게 무기징역 또는 10년이상의 유기징역에 처하여야 하는 특정경제범죄 가중처벌 등에 관한 법률 국외 재산도피와 배임 등을 적용해 징역5년과 추징금 1964억원을 선고하면서 이에 가담한 전 신아원 대표에게 징역3년 집행유예5년, 불법대출과 횡령에 연루된 대한생명 임직원 4명에게 각각 징역2년6월 집행유예4~3년을 선고했다. 8월 17일에 업체로부터 세무조사에 대한 청탁 대가로 돈을 받은 KBS 보도국 기자에게 5년이하의 징역이나 1천만원의 벌금에 처하여야 하는 특가법 알선수재죄를 적용해 징역1년 집행유예2년 추징금 1천만원을 선고했다. 10월 5일에 뉴질랜드 주재 한국대사관 외신관으로부터 지자체 선거 연기 관련한 변조 문서를 언론에 공표했다가 불구속 기소돼 1심에서 무죄가 선고된 새정치국민회의 권노갑 고문에 대해 "외교문서가 위조됐다는 사실을 몰랐던 것으로 보인다"며 원심대로 위조 공문서 행사 및 명예훼손에 대해 무죄를 선고했다.
서울지방법원 형사항소30부 재판장으로 재직하던 2000년 2월 10일에 항공기 도입 과정에서 받은 리베이트로 비자금을 조성하고 세금을 포탈한 조양호에 대해 "횡령액이 1천억원이 넘어 5년이상의 중형을 선고해야 하지만 재판 도중 횡령액을 모두 회사에 반환한 데다 그동안 사회에 기여한 점 등을 고려했다"며 특가법 등을 적용해 징역4년과 벌금 300억원을, 대한항공 법인에 벌금 800억원을 선고하면서 대한항공으로부터 수천만원대의 뇌물을 받은 혐의로 구속기소된 손순룡 전 서울지방항공청장에 대해서는 "피고인이 받은 돈을 봉투도 뜯지 않은 채 돌려준 점이 인정된다"며 무죄를 선고했다. 4월 17일에  1994년 당시 민영방송 컨소시엄 업체인 대신증권 사장으로부터 광주민방 사업자 선정 부탁과 함께 민방 사업자에 선정되면 정계 진출 비용 40억원을 주겠다는 제의를 받고 15억 5천만원을 받은 혐의로  5년 이하의 징역 또는 1천만원 이하의 벌금에 처하는 특가법 알선수재죄를 적용해 구속돼 1심에서 징역3년을 선고받은 전병민에게 "집요한 로비에 소극적인 자세로 받고 13억원을 대신증권에 돌려준 점을 참작했다"며 "징역3년 집행유예4년 추징금 15억 5천만원을 선고했다.